# Delimeđe
Delimeđe (izvirno srbsko Делимеђе) je naselje v Srbiji, ki upravno spada pod Občino Tutin; slednja pa je del Raškega upravnega okraja.

## Demografija
V naselju živi 295 polnoletnih prebivalcev, pri čemer je njihova povprečna starost 30,2 let (28,4 pri moških in 32,3 pri ženskah). Naselje ima 88 gospodinjstev, pri čemer je povprečno število članov na gospodinjstvo 5,06.
|  |

| Demografija | Demografija     | Demografija     |
| Leto        | Št. prebivalcev | Št. prebivalcev |
| ----------- | --------------- | --------------- |
|             |                 |                 |
|             |                 |                 |
|             |                 |                 |
|             |                 |                 |
| 1948        | 373             |                 |
| 1953        | 406             |                 |
| 1961        | 431             |                 |
| 1971        | 478             |                 |
| 1981        | 537             |                 |
| 1991        | 524             | 500             |
| 2002        | 560             | 445             |
|             |                 |                 |

| Etnična sestava po popisu iz leta 2002 | Etnična sestava po popisu iz leta 2002 | Etnična sestava po popisu iz leta 2002 | Etnična sestava po popisu iz leta 2002 | Etnična sestava po popisu iz leta 2002 |
| -------------------------------------- | -------------------------------------- | -------------------------------------- | -------------------------------------- | -------------------------------------- |
| Bošnjaki                               | Bošnjaki                               |                                        | 428                                    | 96,17%                                 |
| Muslimani                              | Muslimani                              |                                        | 14                                     | 3,14%                                  |
| Srbi                                   | Srbi                                   |                                        | 1                                      | 0,22%                                  |
| Neznano                                | Neznano                                |                                        | 2                                      | 0,44%                                  |